# NGC 407
NGC 407 är en spiralgalax i stjärnbilden Fiskarna. Den upptäcktes den 12 september 1784 av William Herschel. 